# 유훈 (자대)
유훈(劉勳, ? ~ ?)은 후한 말의 정치인이다. 자는 자대(子臺)이며 서주 낭야국 사람이다. 조조와 예전부터 친하게 지냈다. 원술에 의해 여강태수가 되었다. 원술 사후 손책과 동맹을 맺고 남하하다가 손책에게 배신당해 여강을 빼앗겼다. 조조에게로 달아나 평로장군 겸 하내태수까지 하였으나 차츰 오만함이 지나쳐 사형되었다.

## 생애

### 여강 세력의 규합
조조와 친분이 있었다. 중평 말에 패국 건평현장(建平―)을 지냈다. 원술의 부하 손책이 여강태수 육강을 2년간의 공성전 끝에 무찔렀다. 원술이 유훈을 대신 그 자리에 앉혔다. 199년(건안 4년) 원술이 망했다. 그 종제 원윤과 사위 황의(黃猗)는 원술의 처자와 부곡을 거느리고 의탁해왔다. 장훈과 양홍은 이전에 독립한 손책에게 귀순하려 하므로 그 무리를 습격해 모조리 사로잡고 보물들을 취했다. 유엽은 양주(揚州)에서 준동하던 정보(鄭寶)를 죽이고 그 세력을 들어 귀부하니 유훈의 기세가 매우 강해졌다.

### 손책에게 속다
손책이 모략을 꾸며 유훈과 거짓 동맹을 맺고는 상료(上繚)를 치라고 충동하였다. 유훈은 신장된 세력에 비해 식량이 적었다. 예장태수 화흠에게 종제 유해(劉偕)를 보내 양식을 구하려 해봐도 화흠의 사정 역시 여의치 않았다. 따라서 상료의 풍부한 물자를 탐내 손책의 제안을 기뻐했다. 유엽은 상료는 견고해서 공략에 시일이 걸리는데 그 틈에 손책이 후방으로 쳐들어오면 손을 쓸 수가 없다며 본거지를 비우지 말라고 진언했으나 유훈은 손책을 믿고 상료로 출진하였다. 해혼(海昏, 지금의 장시성 융슈 현)에 이르자 상료 사람들이 알아차리고 숨어버려 아무것도 얻지 못했다.

### 조조에게로
손책은 유훈이 출정한 틈을 타 주유와 함께 환성(皖城, 지금의 안후이성 첸산 현)을 손에 넣고 유훈의 부곡과 처자를 빼앗았다. 유훈은 급히 군을 돌렸지만 팽택(彭澤, 지금의 주장시 동부 장강 남안)에서 이를 기다리고 있던 손분과 손보 형제에게 깨지고 심양(尋陽, 지금의 후베이성 황메이 현)의 치마정(置馬亭)으로 퇴각하였다. 환은 이미 잃었기에 기수를 돌려 서새산(西塞山)의 유기(流沂)로 들어가 최후의 보루를 쌓고 유표에게 도움을 청하였다. 강하태수 황조의 큰아들 황역이 원군으로 달려왔지만 끝내 손책에게 패하고 조조에게로 달아났다.

### 교만의 끝
화향후(華鄕侯)와 평로장군(平虜將軍)에 하내태수를 겸했다. 20살에 가까운 딸의 창(瘡)을 화타가 치료해줬다. 213년 위공(魏公)에 오르라는 헌제의 책명을 사양하는 조조에게 다른 여러 신하들과 같이 이를 받으라고 권하였다. 유훈은 조조와의 교분을 등에 업어 교만하였다. 그 빈객과 자제들도 수차례 범법 행위를 저질러 광평현령(廣平―) 사마지(司馬芝)에게 처벌받기도 하였다. 법을 위반하고 비방하는 것이 도가 지나쳐 결국 이신성(李申成)에게 고발당하고 사형되었다. 형의 아들 유위(劉威)는 면직되었다.

## 여강태수가 된 해
육강은 손책의 공격으로부터 2년을 버텼다. 원굉(袁宏)의 《후한기》와 진수의 《삼국지》에서는 손책이 193년(초평 4년)에 강동 정벌을 개시했다고 하였다. 그로부터 2년을 계산하면 195년(흥평 2년)에 육강이 죽고 유훈이 대신 여강태수에 오른 것이 된다. 범엽의 《후한서》에서는 이미 194년에 유요와 손책이 겨루었다고 하였으나 우부(虞溥)의 《강표전》에서는 195년부터 유요와 싸웠다고 하였다. 《오록》(吳錄)에서도 손책이 진구장군(殄寇―)이 된 해를 195년이라 하였다. 다만 〈손책전〉에서는 손책이 원술에게 임용된 해를 194년이라 하여 공성 기간은 만 1년이 좀 넘는 정도일 수도 있다.

## 여담
왕송(王宋)이란 부인이 20년간 있었는데 유훈이 후처를 예뻐하면서 아들이 없다는 것을 핑계로 쫓아냈다. 왕송이 이에 대한 시를 남겼다.

## 삼국지연의
사서가 아닌 소설 《삼국지연의》에서는 손책에게 여강을 빼앗긴다고만 짤막하게 언급된다.

## 같이 보기
- 삼국지 인물 목록

## 참고 문헌
- 《위략》 ; 배송지 주석, 《삼국지》12권 위서 제12 사마지에서 인용
- 《강표전》(江表傳) ; 배송지 주석, 《삼국지》46권 오서 제1 손책에서 인용